# 德国定居点

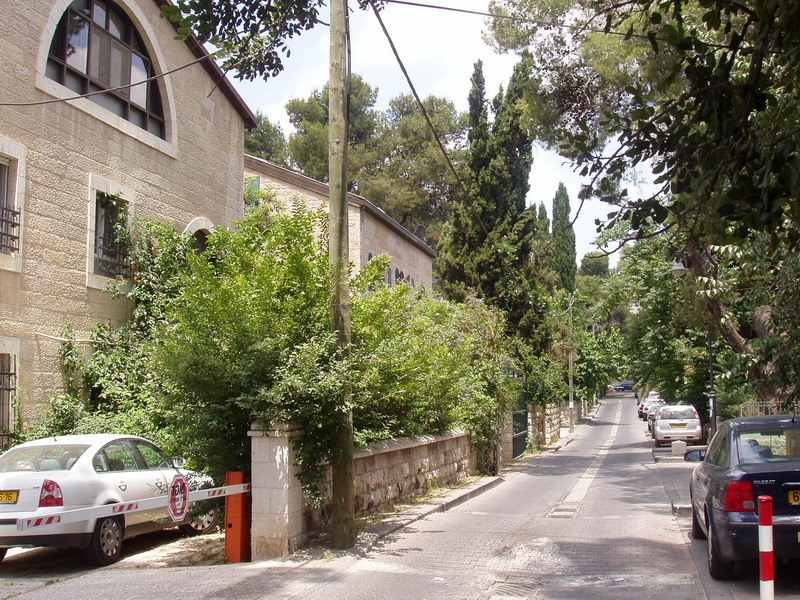
德国定居点，耶路撒冷

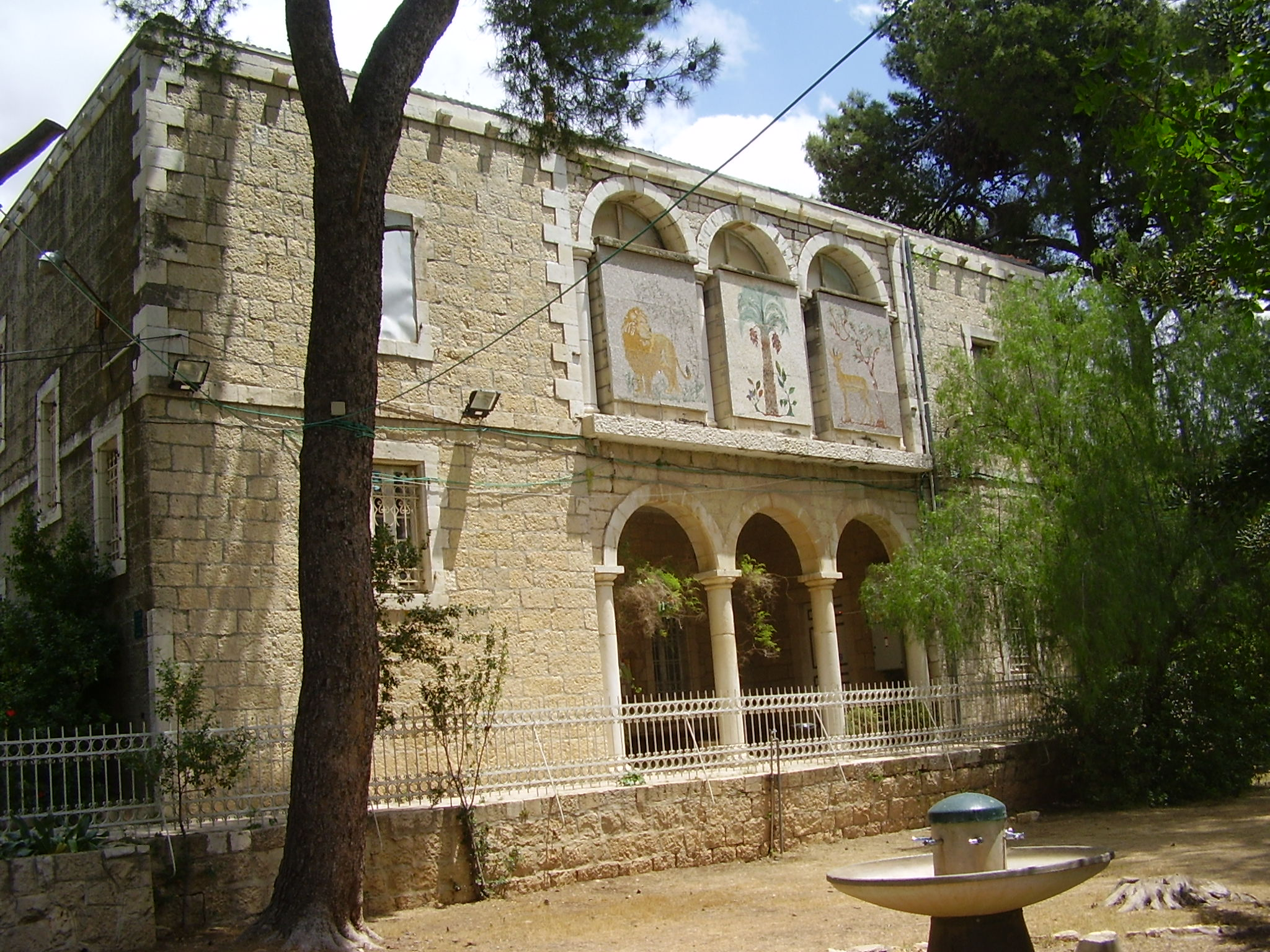
自然史博物馆，德国定居點

德国定居點（希伯來語：‎，HaMoshava HaGermanit）是以色列耶路撒冷的一个社区，由德国圣殿协会成员建于19世纪下半叶；今日是一个著名的高档社区，横贯社区的利乏音谷街两边，林立着时尚的商店、餐馆和咖啡馆。

## 历史

### 圣经时代
利乏音谷（Emek Refaim）曾在约书亚记和撒母耳记下中提及。这个名字源于圣经时代住在该地区的巨人的传说。

### 圣殿协会定居点

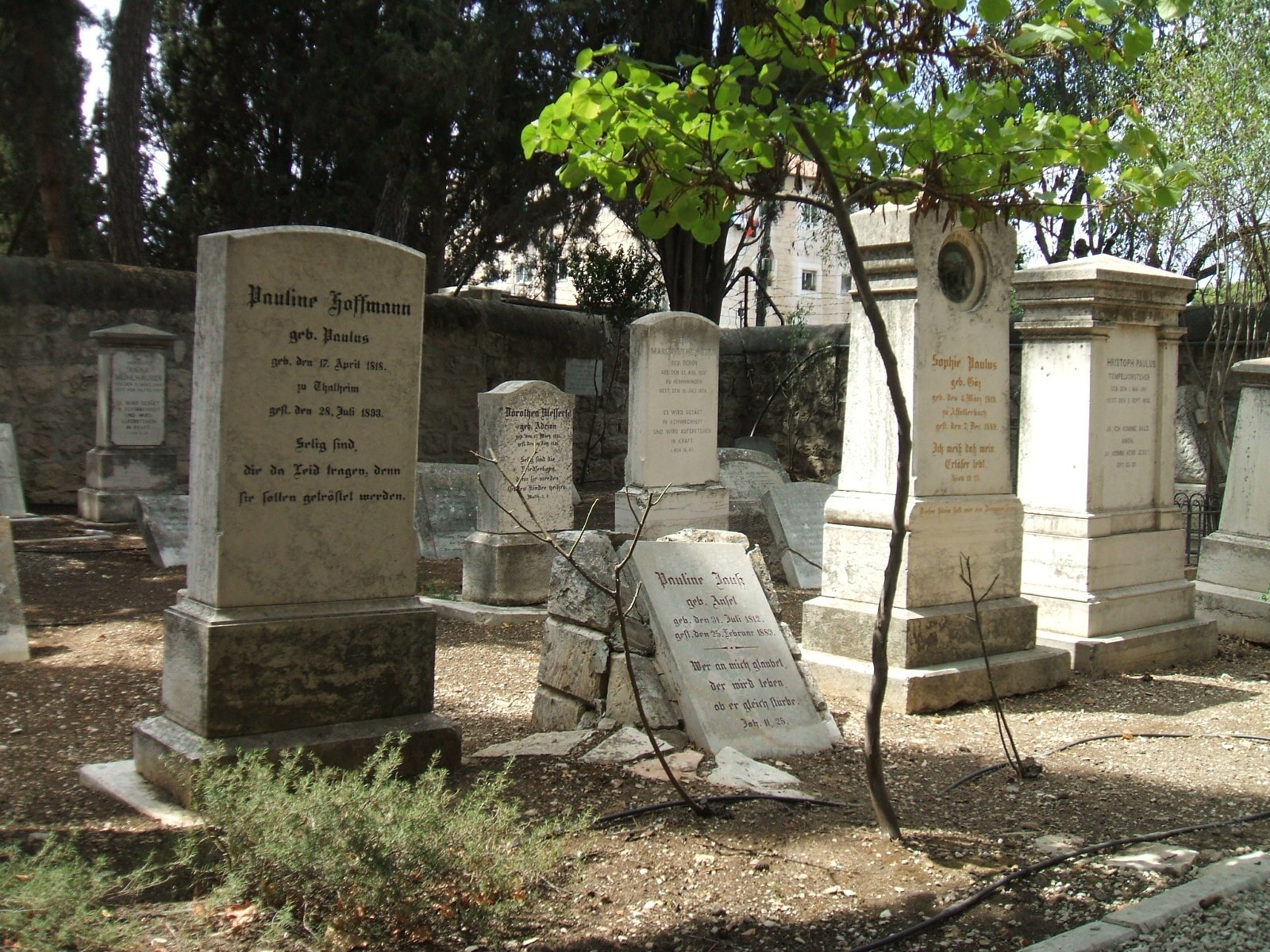
圣殿协会公墓

1873年，来自德国符腾堡的圣殿协会成员在海法和雅法建立定居点后，又选了耶路撒冷老城西南的利乏音谷的一片地安家。马特乌斯·弗兰克（Matthäus Frank）从阿拉伯人手中购买了土地。圣殿协会是离开新教教会的基督徒，鼓励其成员在圣地定居，为弥赛亚救赎做准备。他们建立了德国风格的住宅：一层或两层的农舍，有斜屋顶和百叶窗，但使用当地的材料，如耶路撒冷石代替木材和砖块。他们从事农业以及木工和铁匠等传统行业。他们的住宅沿着两条平行的街道，利乏音谷和伯利恒路。二战期间，英国托管当局驱逐了这些敌国侨民，不止是因为他们的国籍，也因为他们毫不掩饰自己对纳粹的同情。他们中的一些在澳洲定居。

### 阿拉伯基督徒定居点
由于社区沿着山谷向南扩展，许多地段被耶路撒冷一些富有的阿拉伯基督徒家庭购买居住。希伯伦最著名的基督教家族之一是阿布Gharbieh，帮助改善了城市的基础。

### 以色列国
1948年第一次中东战争期间，为争夺该地区的控制权发生了激烈战斗，阿拉伯居民逃离。德国定居點这些被遗弃的房屋被用来安置新移民。自20世纪末，该社区经历了士绅化的过程。正在努力恢复旧地标建筑，在新建筑中纳入他们的一些建筑特色，如拱形的窗户和瓦片屋顶。众多的咖啡馆，酒吧，餐馆和精品店都在社区开设，许多富裕家庭搬到那里，推高了房地产价格。德国定居點拥有大量讲英语的人口，包括家庭和单身，永久移民和游客。该社区的Smadar剧场，耶路撒冷的艺术电影院，是艺术家们常年聚集的地方。
2003年9月，第二次起义期间，巴勒斯坦自杀式袭击者在利乏音谷街希勒尔咖啡馆（Café Hillel）外引爆了身上的炸弹，杀死七人。2004年2月，另一次自杀式爆炸发生在正向北离开社区的14路公共汽车上，杀死八人。一个小石碑立在老火车站的围墙之上，面对袭击的位置。从德国定居點北门，自由钟公园对面可以见到。

## 建筑
德国定居点丰富多彩的历史可由一个相对较小的区域内发现的多种建筑风格来说明。施瓦本风格的住宅，奥斯曼建筑和英国装饰艺术。英国建筑的一个例子是苏格兰招待所和圣安德烈教堂，建于1927年，装饰着当地的亚美尼亚瓷砖。有些圣殿协会的家庭在门楣上刻有德语圣经铭文。

## 街道名称
德国定居點的小街以支持犹太复国主义的名人命名。除了法国作家左拉、捷克总统托马斯·马萨里克和南非总理扬·史末资，许多街道以英国人名命名：首相大卫·劳合·乔治, 英国工党议员乔赛亚·韦奇伍德、上校约翰·亨利·帕特森

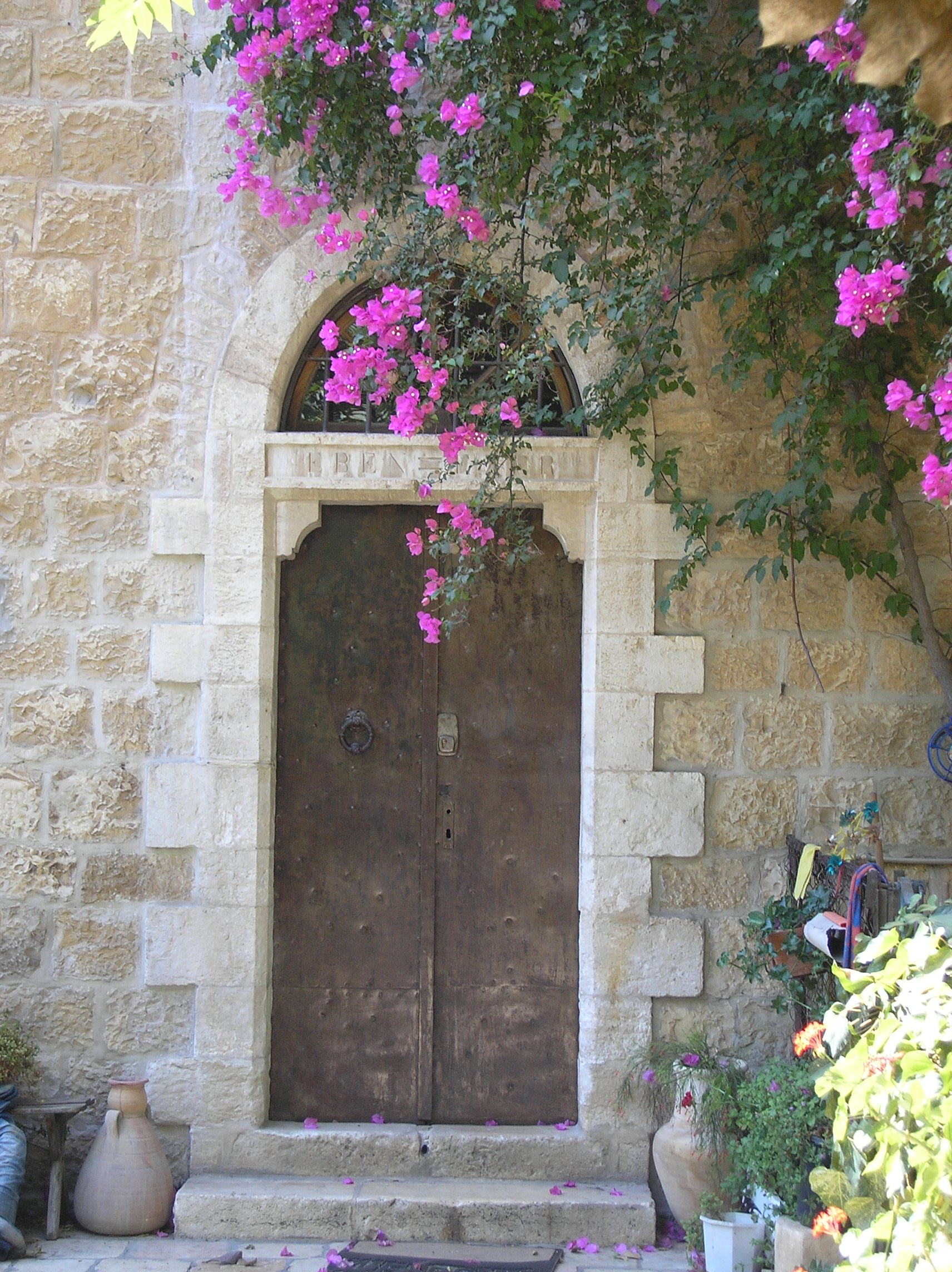
马特乌斯弗兰克之家

## 发展计划
多年来，开发商一直试图在社区北部入口处附近建设，俯瞰自由钟公园。1970年代初的大规模抗议未能阻止兴建高层公寓楼。在环保人士和社区活动家的抗议活动之后，该计划已被修改，原计划14层的四季酒店已削减到七层。